# ROCK RUSH RADIO
『ROCK RUSH RADIO』（ロックラッシュレディオ）はアール・エフ・ラジオ日本で放送されている、株式会社テイク・ワン制作の深夜放送ラジオ番組。

## 概要
- 2002年にインディーズ情報番組としてスタート。
- 放送時間は金曜の26:00～27:30。
- メインパーソナリティは近藤竹湖（TAKEMI）、伊藤ゆき（YUKKY）の2人。
- AMラジオのインディーズ番組としては異例の長寿番組になる。
- 初回のゲストは、元ARBの石橋凌。

## 番組のコーナー
（2023年6月現在）
- G-RUSH
- J-RUSH
- Tanakurt! 俺にも言わせろ!（K's Dream店長・田中幸一）
- LIVE-RUSH
- すとれこ
- エアリズミック・レディオ（エアリーズエンタテインメント代表・渡辺“KAZY”和晃）
- チルするソレブル
- YoneとYuiの今夜もムナゲ騒ぎ（モハメド・ヨネ、藤沢優衣）

## ゲスト
- about tess
- AJISAI
- back number
- BALZAC
- The Birthday
- C-Style
- [Champagne]
- CRY-叫-
- dip
- the face
- FUNKIST
- GOOD ON THE REEL
- HI LOCKATION MARKETS
- Jeepta
- KEMURI
- LA★ROCCA
- LISTEN UP
- MAN WITH A MISSION
- MIMITTO
- MIXMARKET
- THE NOVEMBERS
- OIL78PROOF
- Oi-SKALL MATES
- PONI-CAMP
- POTSHOT
- THE PRIVATES
- ROTTEN GRAFFTY
- SA
- THE SHYLOCK
- SoundBottleMap
- today is the day
- VIVA ROSSA
- LIFriends
- Hermann H.&The Pacemakers
- Rhythmic Toy World
- LOST IN TIME

- アカツキ.
- 宇宙戦隊NOIZ
- 横道坊主
- 住所不定無職
- 勝手にしやがれ
- 怒髪天
- ニューロティカ
- 花田裕之
- 水口晴幸
- グッドモーニングアメリカ
- 水戸華之介（アンジー）
- ロリータ18号
- 人間椅子
- 宍戸留美
- CONNY（ザ・ヴィーナス）
- 頭脳警察
- 外道